# ソウルブレイダー
『ソウルブレイダー』（Soul Blader）は、クインテットが開発し、1992年1月31日にエニックス（現スクウェア・エニックス）が日本で発売したスーパーファミコン用アクションRPG。
また欧米でも、『ソウルブレイザー』（Soul Blazer）というタイトルにて発売されている。
音楽はゴダイゴのタケカワユキヒデが担当している。

## ゲーム内容

### システム
本作の世界は7つのエリアからなり、各エリアにはいくつかのダンジョンが存在する。
そのダンジョン内に点在する魔物の巣を封印することと、それによって魂が解放され地上に戻った人々や動植物との会話等で先へ進む方法などを得ることを繰り返してストーリーが進行する。
前述のダンジョンには魔物の巣が点在しており、巣から出てくる魔物の数は決まっている。
1つの巣から出現した魔物を全て倒すとその魔物の巣は魔物を生み出す力を失い、プレイヤーが力を失った魔物の巣を踏むことで巣は完全に封印され、以下のいずれかが発生する。
- その巣に囚われていた魂が解放され、本来の姿となって町などに戻ってくる。
- 地形が変化し、先への道が開かれる。
- 宝箱が出現する。
- 近くに新たな魔物の巣が出現する。

魂が解放され本来の姿になり地上に戻った場合、それらの中には話しかけることでダンジョンの奥で道をふさいでいた物を取り除く方法（アイテムやヒント、新たなソウル）を主人公に提供してくれる者も居る。
これらを繰り返し、各エリアの一番奥にあるダンジョンの最深部にいるボスを倒し、それによって解放された各エリアの長といえる人物に話しかけることで先のエリアへの道が開かれる。
これを町など6つのエリアで繰り返し、最後のエリアである魔界で魔王を倒せばエンディングである。

### ほこら
各エリアに到着した際、まずプレイヤーはそのエリアのほこらにたどり着く。
ほこらには3つのワープゾーンがあり、画面下のワープはそのエリアの中心となる地上への出口、左は中間点へのワープ（エリアによっては中間点でなく同エリアの別の場所へのワープであることも）、右はエリアボスの直前へのワープとなっている。
左右のワープはそこまで進まないと出現しない。また、画面上では他エリアへの移動やセーブが可能。
ほこらに入ると、自動的にHPが全回復する。

### 装備
本作で登場するアイテムは武器・鎧・魔法・道具の4種類に分類される。
武器
魔物を攻撃するための剣。それぞれの剣には追加効果と、剣自体を使用するために必要なレベルが設定されている。
鎧
魔物の攻撃を防ぐ鎧。それぞれ特殊効果を持っている。
魔法
ソウルが使用できる魔法。
道具
装備することで様々な効果を得られる道具類。

### ソウルとジェム
プレイヤーはソウルと呼ばれる存在を連れており、魔法の使用や特殊な能力はソウルにより行われる。
町などで開放した魂と会話することで、新たなソウルを入手する。
なお、通常はプレイヤーの周囲を反時計周りで移動しているが、壁など主人公が移動できない部分にぶつかってその方向に方向キーを入力し続けると、ソウルだけがその方向へ円運動を続けながら移動する。
これを利用する事で一方的に攻撃する事も可能。ただし、ソウル自体に攻撃判定は無い。
魔法を使用する際、魔物を倒した際に落とすジェムを消費する。本作ではジェムがMPに相当しているが、体力が0になり力尽きると持っていたジェムは全て失われる。

### 魔物
ほとんどの魔物は先述した魔物の巣から出現するが、一部魔物の巣から出るのではなくその地に自生している魔物も存在する。
魔物の巣から出現するものは巣が封印されると同じ場所から2度と出現しないのに対し、自生しているタイプのものは画面を切り替えれば何度でも出現する。
魔物の中には以下のようなタイプが設定されているものもある。
鋼鉄
固い金属の体を持つ。「斬鉄剣」もしくは「ソウルブレード」でのみダメージを与えられる。
霊体
実体を持たない。「ヨミの剣」もしくは「ソウルブレード」でのみダメージを与えられる。
トラップ
エリアに存在する仕掛けの内破壊可能なもの。「ソウルブレード」でのみ破壊可能。

## 設定

### ストーリー
フレイル王国を統治するマグリッド王は、物欲の激しい男であった。王が何よりも欲していたのは財産。世界を手に入れるほどの黄金を手にすること。彼の欲望は、ただそれだけであった。あるとき、王は天才発明家レオの噂を耳にした。そして、ひとつの恐ろしい考えが彼の頭をよぎった。『悪魔と取り引きすれば、世界を手にするほどの富を得られるのではないか』王はレオを監禁し、悪魔を召喚する機械の制作を命じた。そしてそれはレオにとっても難しい作業ではなかった……。王が召喚した悪魔の名はデストール。王はデストールに悪魔の力で世界中の黄金を手にしたいという願いを伝えた。それに対しデストールは、恐ろしい取り引きを提案した。『生き物の命一つにつき黄金一つを交換しよう』と。王と悪魔の取り引きは成立した。その日から、一本の花、一羽の鳥というように、命が一つ、また一つと世界から消え去った。全ての生き物が消えたフレイル王国は、悪魔のしもべ、魔物たちの巣となっていった。その王も魔物に滅ぼされ、地上から生物が消えた。それから時は流れ、一人の天空人が地上の生物たちの魂を救い魔王デストールを倒すため、荒廃した地上に遣わされた……。

### 舞台
本作に登場する地域を紹介する。
鉱山町グラスバレー
採掘で栄えていた町。多くの人間が生活していた。
試練の部屋
最初に入る部屋。魔物を全滅させて魔物の巣を封印するという一連のステップを覚える。
採掘場・西
最初のダンジョン。採掘が行われていた形跡があり、エレベーターが設置されている。
採掘場・東
エレベーターの先にある採掘場。「ドリームロッド」を使って解くしかけが初登場する。
レオの絵
村長の家に飾ってある絵の中に広がる世界。最深部にはボスがいる。

グリーンウッドの森
犬のターボが守っていた森。多種の生物が生活している。
ロストサイトの沼地
グリーンウッドに隣接する沼地。木の橋がかかっている。
水の神殿
水が流れている神殿。やりのトラップが仕掛けられている。
火の神殿
眼下に炎が広がる神殿。加熱トラップが仕掛けられている。
光の神殿
燭台が各所に設置されている。暗闇が広がるフロアがあり、「もぐらのソウル」がいないと周りが見えない。最深部にはボスがいる。

セントエルズの海底
深い海の底。「泡の衣」を装備しないとダメージを受けてしまう。
海底神殿
海の底にある神殿。人魚とイルカが生活している。人魚像が行くべき場所へと導いてくれる。
南の島サウザータ
南の海に浮かぶ島。海底神殿のほこらの左のワープから行けるほか、海底からも行くことができる。
ロックバードの岩礁
岩がそこらじゅうに落ちていて、ロックバードが飛び交う島。
火山の島ドリューン
火山弾が降り注ぐ島。「海のソウル」がいれば火山弾は防げる。
嵐の島ブレスター
常に豪雨が降り注ぐ島。「神の避雷針」が設置されている。
幽霊船
何者かが漂着したときから放置されている船。最深部にはボスがいる。

山の精霊の住家
精霊達が暮らしている。
開放したキノコの話によると、精霊の寿命は1年らしい。
雪山ノーススロープ
精霊の住家に隣接する雪山。
オーロラの尾根
遠くにオーロラが広がる尾根。雪球が襲ってくる。
雪山の山頂
雪山ノーススロープの最高峰。トナカイのゾンビのような魔物が出現する。すべる氷の床がある。
氷の坂道
山頂から続いている坂道。勝手に滑ってしまう。攻撃を加えると破片を飛び散らせるトラップが仕掛けられている。
レイノール氷原
雪山から下りたところにある氷原。 透明な床があり、一定時間で光る床を見極めてわたることになる。また、ここは2部構成になっていて、最深部に進むためには一度山の精霊の住家まで戻る必要がある。
地底湖へと続く道
地底湖ルーンへと続く地下道。遠距離攻撃を仕掛ける魔物がいる。
地底湖ルーン
レイノール氷原の地下に広がる地底湖。 最深部にはボスがいる。

レオの研究所
レオ博士が、王に監禁され悪魔を召喚する機械を作らされていた場所。家具や動物たちが力を貸してくれる。
研究所地下
研究所の地下に広がるダンジョン。パイプがむき出しの構造になっている上、加熱トラップが仕掛けられている。
町の模型
町のミニチュア模型に広がる世界。おもちゃたちが襲ってくる。町の模型は2つあり、模型の世界も2つある。
動力室
悪魔召喚装置の動力源となっていた部屋。最深部にはボスがいる。

マグリッド王の城
悪魔と取引をして地上を荒廃させたマグリッド王がいた城。世界を滅ぼした原因とはいえ、マグリット王の魂も解放しなくてはならない。
拷問室
マグリッド王から拷問を受けたものたちの亡霊たちが潜む部屋。
城の地下
拷問室より深い場所の迷宮。
左の塔・右の塔
城の左右にそびえ立つ塔。入り組んでいる上、「兵士のソウル」にしか見えない隠し通路もある。
牢獄の間
左の塔の頂点にある牢屋。
ドックへと続く廊下
飛行船のドックへと続く道。
飛行船のドック・飛行船のデッキ
停泊中の飛行船にキーを差し込むと出航し、ボスと戦うことになる。

魔界
魔王デストールが待つ世界。6つの石を集めることで入り口が開く。
他エリアと異なり、人間や生物は存在せず、エリア全体が1つのダンジョンとなっている。
他のエリアよりも強力な魔物が待ち受ける。
魔王デストールと戦うための武器・防具が隠されている。
幻惑の空間
魔界の最深部。瘴気に満ちた空間で、ある鎧を装備していないと生命力が削り取られる。奥で魔王デストールが待つ。
デストールの神殿
魔王デストールが待ち受ける神殿。戦いに勝つためには最強の武器・防具、それにゴッドバードの魔法が必要である。

## キャラクター
マグリッド王
物欲に満ちたフレイル国王。悪魔との取引で地上を荒廃させた。
レオ
マグリッド王に監禁され、悪魔を召喚する機械を作らされた発明家。また画家としての才能もあり、彼の絵画や絵筆が残されている。
リーサ
レオの娘。父親と離れ、グラスバレーに住んでいる。
ターボ
レオが飼っていた犬。グリーンウッドの指導者として尽力し骨を埋めた。
ルー
レオが飼っていたイルカ。人魚の女王に諫言したため閉じ込められた。
ノーム
レオが飼っていたカタツムリ。
マリー
リーサが持っていたお人形。レオの研究所の屋根裏にいる。
マグリッド王妃
マグリッド王の妻。夫以上に欲深い性格。

## スタッフ
- シナリオ：宮崎友好
- プログラム：橋本昌哉
- グラフィック・デザイン：横田幸次、高井政彦、松室剛、眞島真太郎
- 音楽：タケカワユキヒデ
- 編曲：KAZZ TOYAMA（外山和彦）
- サウンド・クリエイト：ひめのよう
- 音楽コーディネート：アメニティ
- シナリオ・アシスタント：はしもとたつお
- クインテット・スタッフ：竹林令子、きたのはらあきら
- エニックス・スタッフ：川口貴雄、望月敬三、花輪照彦、下田哲朗、ひらさわまさひろ、狩野健二郎、せきぐちやすこ、松本美和子、田賀敬子
- アシスタント・プロデューサー：たかどかずのり
- ディレクター：橋本昌哉
- プロデューサー：曽根康征
- パブリッシュ：福嶋康博

## 評価
- ゲーム誌『ファミコン通信』の「クロスレビュー」では、8・9・9・6の合計32点（満40点）でゴールド殿堂入りを獲得[6]、レビュアーからの肯定的な意見としては、「異ジャンルゲームの合体ものって、苦しいのが多いけど、今作品は、そのマッチングがうまくいっている」、「『アクトレイザー』ほどアクションが難しくなく、じっくりストーリーが楽しめる」、「魔物の巣を封印するたびに開ける新しい世界。これが楽しいやらうれしいやら、かなりハマります」、「自分の力で街なり人なりが出来上がっていくさまは楽しい」などと評されているが、否定的な意見としては、「アクションゲームはつまらない。ひどくはないけどおもしろくもない。とても惜しい」と評されている[12]。

- ゲーム誌『ファミリーコンピュータMagazine』の読者投票による「ゲーム通信簿」での評価は以下の通りとなっており、22.26点（満30点）となっている[1]。この得点はスーパーファミコン全ソフトの中で66位（323本中、1993年時点）となっている[1]。また、同雑誌1993年8月情報号特別付録の「スーパーファミコンオールカタログ'93」では、「フィールドで敵を倒し、閉じこめられた魂を復活させると街が出来ていくというシステムは楽しい。アクション自体は比較的易しいゲームになっている」と紹介されている[1]。

| 項目 | キャラクタ | 音楽 | 操作性 | 熱中度 | お買得度 | オリジナリティ | 総合  |
| 得点 | 3.70       | 3.82 | 3.73   | 3.80   | 3.55     | 3.67           | 22.26 |

## エピソード
- 2021年3月8日、日本テレビ系の朝の情報番組『ZIP!』にて、俳優の風間俊介が自身のお勧めゲームとして当ゲームに言及し、ゲーム内容が映像付きで紹介された。朝の情報番組で突然ソウルブレイダーが取り上げられたことからネット上のSNSで話題となり、放送後の朝9時頃、Twitterのトレンドキーワードに「ソウルブレイダー」がランクインすることとなった。

## 関連作品

### ソウル（又はクインテット）三部作他作品、及びアクトレイザーとのつながり
本作と『ガイア幻想紀』『天地創造』の三作を合わせて「ソウル（又はクインテット）三部作」と呼ぶが、本作はこの三部作の内最初の作品である。
第一作目であり、また後の二作品とは全く違う世界構造ではあるが、二作目の『ガイア幻想紀』との間に以下のような共通点が存在する。
- 『ガイア幻想紀』に登場する「月の種族」というキャラクターが、本作の炎の神殿・光の神殿に登場する魔物と姿かたちが同じである。
- 本作で最終ボスと戦う際の攻撃「ゴッドバード」と『ガイア幻想紀』の最終ボスと戦う際の攻撃「ファイアバード」に、「火の鳥を飛ばす遠隔攻撃」という共通点がある。
- 『ガイア幻想紀』の隠しボスが、本作の最初のエリアボス「ソリッドアーム」である。また、『ガイア幻想紀』隠しボス戦前後の台詞にも本作との関連を匂わせる台詞がある。

また、本作は『アクトレイザー』の後作品であることから、『アクトレイザー』のSEがそのまま流用されている部分が何箇所か見られる。
- 操作キャラ（主人公）の被ダメージSE
- 敵撃破時の効果音
- 敵攻撃の弾発射の効果音

etc.
上記の補足として『アクトレイザー』のアクション部分が難しすぎたために、シミュレーションに重点を置いたものが本作、アクション寄りに作成されたものが『アクトレイザー2』となり発売された。
また、『ガイア幻想紀』、『天地創造』、共にターボという名前の犬が登場する。

### 攻略本
- 『ソウルブレイダー公式チャレンジブック』（エニックス） \580（税込）（1992/02/29）ISBN 4-90052-788-2

### サウンドトラック
- 『ソウルブレイダー 』（アポロン）\2,500（税込）（1992/02/21）
  - 現在は廃盤だが、CDは販売数が少なかったため高額のプレミアムが付いてしまっている。